# Path of Exile
A Path of Exile egy ingyenesen játszható akció-szerepjáték. Fejlesztője és kiadója a Grinding Gear Games. A béta fázist követően a játék 2013 októberében jelent meg Microsoft Windowsra. Az első verzió Xbox One-ra 2017 augusztusában jelent meg, utána a második PlayStation 4-re 2019 márciusában.
A Path of Exile egy sötét fantasy világban játszódik, ahol Oriath szigetország kormánya száműzi az embereket Wraeclas kontinensére, ahol sok ősi isten él. Egy száműzött irányítását átvéve a játékosok hét karakterosztály közül választhatnak – Marauder, Duelist, Ranger, Shadow, Witch, Templar, Scion. A játékosok azt a feladatot kapják, hogy visszaküzdjék magukat Oriathba, miközben legyőznek ősi isteneket és nagy gonoszokat az utazásuk során.

## Játékmenet
A játékos felülnézetben irányítja a karaktert, és kiterjedt kültéri területeket, barlangokat, kazamatákat fedez fel, szörnyekkel küzd, és küldetéseket hajt végre tapasztalati pontok és tárgyak szerzése végett. A játék sok anyagot használt fel a Diablo sorozatból, különösen a Diablo II-ből, és a Path of Exile-t ennek szellemi utódjaként írják le. A központi helységeken kívül minden területet procedurálisan generálnak az újrajátszhatóság fokozása érdekében. A történet („story”) módban az összes játékos szabadon játszhat, viszont a karakterek egy külön elszigetelt helyiségeben, az úgynevezett „hideout”-okban (rejtekhelyekben), különböző szintű elszigetelt térképeket nyithatnak meg és, vagy csapatban, vagy egyedül felfedezhetik azt.
A játékosok, a hét rendelkezésre álló karakter osztály közül választhatnak (Duelist, Marauder, Ranger, Scion, Shadow, Templar and Witch). Ezek az osztályok, mind a három alapvető tulajdonság közül egyhez, vagy kettőhöz igazodnak. A három tulajdonság: „Strength”, „Dexterity”, „Intelligence” (Erő, Ügyesség, Intelligencia). Ezek mellett létezik egy korábban zárolt presztízsosztály, amit 2013-ban adtak ki és mind a három tulajdonsághoz igazodik, a „Scion”. A különböző osztályok nincsenek korlátozva abban, hogy olyan készségekbe fektessenek be, amik nincsenek összhangban az alapvető tulajdonságaikkal, viszont egy adott osztály a preferált tulajdonságait jobban el tudja érni. A játékbeli tárgyakat véletlenszerűen generálják és egyedi tulajdonságokkal ruházzák fel őket és, emellett drágakő foglalatokkal („gem socket”-tel) látják el őket. A tárgyak különböző ritkaságokban érkeznek és a pálya szintjétől függően erősödnek a tulajdonságaik. Emiatt a játékmenet nagy részét a kiegyensúlyozott és szinergikus berendezések megtalálásának kell szentelni. Az ügyességi drágaköveket („skill gem”-eket) páncéloknak, fegyvereknek és egyes típusú gyűrűknek a drágaköves foganataikban lehet elhelyezni és ezek a drágakövek, aktív készségeket biztosítanak a karakter számára. Ahogy a karakter fejlődik és szintet lép, a felszerelt drágakövek is tapasztalatot szereznek, ezzel a tapasztalattal, maguk a képességek is fejlődhetnek és szintet léphetnek, amivel növelődhet a potencia is.
Az aktív készségek a Support Gems néven ismert tárgyakkal módosíthatóak. A játékos által birtokolt tárgyakban, az összekapcsolt „socket”-ek számától függően az elsődleges támadás, vagy képesség módosítható. A módosítások, a következőek lehetnek: megnövelődik a támadási sebesség, gyorsabbak lesznek a lövedékek, több lesz a lövedék, láncreakciós ütések lesznek, az ütések elszívják más szörnyeknek az életét, kritikus ütés esetén automatikusan más varázslatok aktiválódnak stb. A „socket”-ek számának korlátozása miatt a játékosoknak előnyben kell részesíteniük a drágakövek („gem”-ek) használatát. Minden osztály, ugyanazon az 1325 passzív képességből álló passzív képességfán („skill tree”-n) helyezkedik el. Egy játékos minden szintlépés után beaktiválhat egy passzív képességet, viszont egyes küldetések is adhatnak (a küldetések szintlépést nem adnak). Ezek a passzív képességek javítják a karakternek az eredeti tulajdonságait, vagy további fejlesztéseket biztosítanak, mint például, a „mana” növelése, bónusz élet, bónusz sebzés, nagyobb ellenállás, regeneráció, nagyobb sebesség stb. Mind a hét karakter (plusz a Scion) más-más pozícióból indul a passzív képesség fán. A pozíció attól függ, hogy melyik karakter osztály lett kiválasztva. 